# Geniostemon coulteri
Geniostemon coulteri är en gentianaväxtart som beskrevs av Georg George Engelmann och Gray. Geniostemon coulteri ingår i släktet Geniostemon och familjen gentianaväxter. Inga underarter finns listade i Catalogue of Life.